# Chlum (zámek)
Zámek Chlum stával ve vsi Dolní Lomnice, která je částí obce Kunice v okrese Praha-východ. Byl vystavěn ve druhé polovině 18. století. Po roce 1992 zde hospodařil soukromý zemědělec. Zámek postupně silně zchátral a v roce 2012 byl zbořen.
U jedné z budov přilehlého statku stávala dosud památkově chráněná litinová polychromovaná socha svatého Jana Nepomuckého z první poloviny 19. století. Podstavec sochy byl přenesen do jiné části obce a socha samotná je vedena jako odcizená.

## Historie
Někdejší ves Chlum koupil od hraběte Radeckého z Radče v roce 1762 Václav Stařimský, svobodný pán z Libštejna. Ten zde nechal postavit jednoduchý barokní zámek. V roce 1788 koupil panství, do nějž patřila také Dolní Lomnice, Josef Schwarz. O tři roky později zámek vyhořel, ale byl rychle opraven. V 19. století se na zámku vystřídala řada majitelů, kteří jej nechali upravit a rozšířit. Panství se zvětšilo o Vidovice a Horní Lomnici (obě vsi jsou dnes rovněž součástí Kunic).
Roku 1812 statek zakoupil Johann Nepomuk Filip Brzorád (1765–1851), zemský advokát v Praze s chotí Eleonorou od Jakuba a Kateřiny Wolframových. Jan Brzorád je jmenován mezi členy Svatováclavského, později Národního výboru z roku 1848. Od 1837 byl vlastníkem zámku jeho syn Josef Jan Brzorád (1810–1899) s manželkou Prokopinou, dcerou poštmistra Doubka z Votic. V roce 1865 ke statku patřilo 169 jiter polí, 22 jiter luk, šest jiter zahrad, čtyři jitra pastvin a 206 jiter lesů. Josef Jan Brzorád (1810–1899) byl poslancem zemského sněmu, řadu let zastával úřad okresního starosty, byl předsedou hospodářského spolku v Jílovém a požíval pověsti upřímného vlastence. Koncem roku 1875 manželé Brzorádovi požádali deskový úřad, aby byly některé jejich pozemky odděleny od jejich majetku a po svatbě jejich jediné dcery Eleonory s c. k. poručíkem Rudolfem Kainzem připadly jim. Ti pak měli sedm dětí. Tak vznikl nový samostatný statek Vidovice s novou reprezentativní obytnou částí – zámkem. Prokopina Brzorádová zemřela 14. dubna 1882 v Chlumu čp. 1 ve věku 69 let na ochrnutí mozku. Byla pochována 17. dubna 1882 v Mnichovicích. Statek Chlum prodal Josef Brzorád Alfredu Kirpalovi, jenž prodal ho dál. Josef Brzorád (1810–1899) zemřel 13. července 1899 v Kosové Hoře na zámku barona Mladoty a pohřben byl v Mnichovicích.
Po roce 1990 se zámek dostal do soukromého vlastnictví. O dva roky později zde začal hospodařit soukromý zemědělec. V roce 2012 byla provedena demolice zámku.

## Popis
Barokní jednopatrový zámek měl obdélníkový půdorys. Ze dvou stran byl obklopen velkými hospodářskými staveními.